# Трубар, Примож

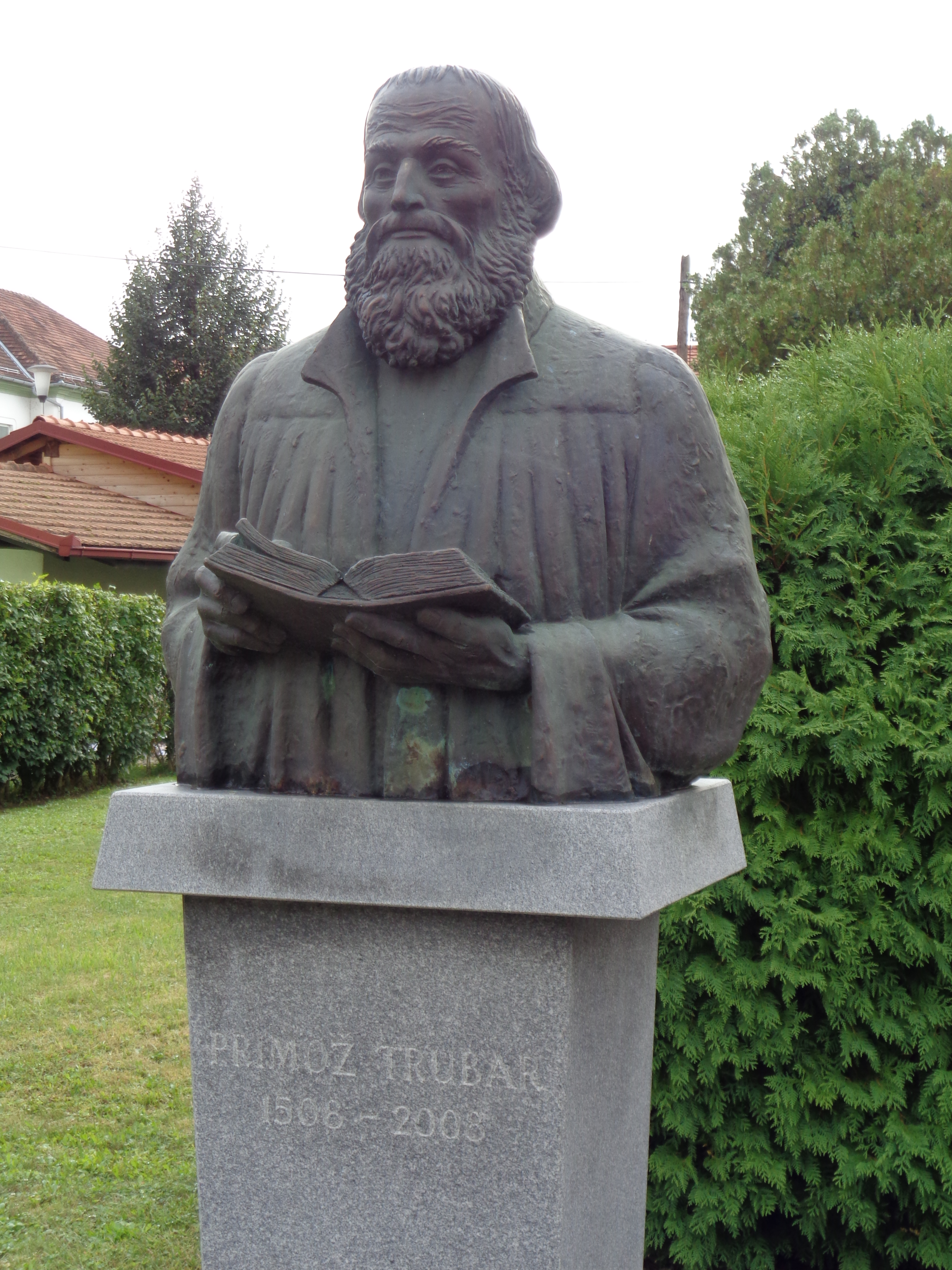
Статуя Приможа Трубара работы Ференца Кирая в Лендаве

Примож Трубар (словен. Primož Trubar; июнь 1508, Рашица, Герцогство Крайна, Священная Римская империя — 28 июня 1586, Дерендинген, близ Тюбингена, Священная Римская империя) — словенский протестантский проповедник, первопечатник и лингвист.

## Биография
Примож Трубар родился в июне 1508 года в Рашице (Нижняя Крайна), в семье мельника Михи Трубара. С ранних лет он начал посещать церковь. В 1520—1521 гг. учился в Риекской школе, в 1522—1524 гг. — в Зальцбургской. После чего перебрался в Триест, где заручился покровительством епископа Пьетро Буонуома (Pietro Buonuoma).
Примож Трубар познакомился с Эразмом Роттердамским, оказавшим на него огромное влияние. В 1528 году Примож Трубар поступил в Венский университет, но курса не кончил. В 1530 г. он вернулся в Словению и был рукоположён в католического священника. В то время в Словению начали постепенно проникать протестантские идеи. И Примож Трубар стал проповедовать новые для него христианские идеи протестантизма. Для более скорого донесения новых идей до простого народа богослужения проводились на словенском языке.
В 1547 году Трубар открыто перешёл на позиции лютеранства. В том же году за распространение протестантских идей Трубар был выслан из Словении. Ему пришлось переехать в Германию. В 1548 году Трубар обосновался в Нюрнберге, где ему оказал поддержку местный лютеранский богослов Вейт Дитрих. В мае 1548-го Трубар занял место пастора в Ротенбурге. Там же он женился на Барбаре Ситар в 1549 году.
В Германии Примож Трубар, движимый «великой любовью и приязнью ко всем словенцам», издал первые печатные словенские книги «Абецедарий» («Азбука») в 1550 году и «Малый катехизис» в 1551 году. Также он сделал 25 переводов различных книг на словенский язык (полный перевод Нового Завета, переводы книг Мартина Лютера и Эразма Роттердамского). Сам Трубар так объяснял, почему он стал писать по-словенски: «Великая любовь и приязнь, которую я чувствую к Вам всем, дар, который у меня от Бога, мой сан проповедника — все призвало меня к этому».
Печатались протестантские книги, по преимуществу, глаголицей. Затем Трубар изготовил литеры для печати кириллицей и латиницей. Протестанты надеялись, что их движение дойдёт до Рима и Константинополя, и заблаговременно печатали книги тремя азбуками. Но, главным образом, типография работала на Словению и Хорватию. Всего типография Трубара напечатала 12 книг глаголицей, 7 — кириллицей и 6 — латиницей. Из 50 словенских книг, изданных протестантами, около половины принадлежит Трубару.
Депутаты от сословий Крайны призвали Трубара в Любляну, где он в течение нескольких лет был суперинтендантом Словенской протестантской церкви. Ему наследовали Себастьян Крель, Юрий Далматин, Фелициан Трубар, сын Приможа. В книге «Словенский церковный устав» (1564 г.) он дал концепцию организации Словенской церкви и школы. Эта книга была запрещена Карлом II, а Трубар в 1565 г. должен был покинуть Любляну.
Трубар намеревался создать единый книжный язык для словенцев, хорватов и сербов. В основу Трубар положил распространённый в Далмации чакавский диалект хорватского, но он осознавал необходимость считаться и с иными языками и наречиями. На полях некоторых текстов Трубар указывал синонимы из родственных диалектов.
Трубар был директором Южнославянского библейского института в городе Бад-Урах (Германия), предназначенного специально для публикации словенских и хорватских протестантских книг.
В 1566 г. Трубар стал настоятелем прихода в Дерендингене, близ Тюбингена (Германия).
Примож Трубар умер 28 июня 1586 года в Тюбингене, где и был похоронен с большими почестями.

## Итоги деятельности
- Словенская протестантская литература началась именно с Приможа Трубара и закончилась вскоре после его смерти. Его последователи были главным образом его ученики: Ю. Далматин, А. Бохорич, С. Крель.
- Примож Трубар является одним из основателей словенской культуры, сохранивший и развивший словенский язык; в связи с этим фактом 28 ноября 2007 года правительство Словении решило объявить 2008 год Годом Приможа Трубара. 500-я годовщина рождения Трубара также вошла в список знаменательных дат ЮНЕСКО. В 2010 году правительство Словении учредило новый национальный праздник — день Приможа Трубара, отмечаемый ежегодно 8 июня[7].
- Ему посвящён телесериал, выпущенный словенским телевидением в 1986 году (режиссёр — Андрей Строян, сценарий — Драго Янчар, в главной роли — Полде Библич).
- Его портрет был в 1992 году помещён на 10-толаровой купюре Словении, в настоящее время — на национальной стороне монеты 1 евро.

## Иллюстрации

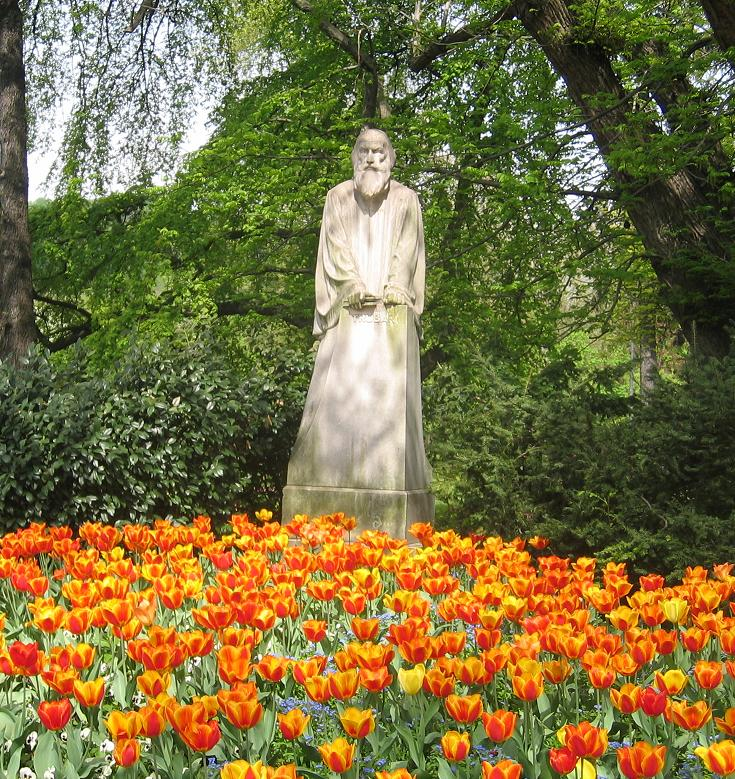
Памятник Приможу Трубару (скульптор Франк Бернекер) в Любляне